# Suuri Korkeasaari
Suuri Korkeasaari är en ö i Finland.  Den ligger i sjön Haukivesi och i kommunen Jorois och landskapet Södra Savolax, i den sydöstra delen av landet, 270 km nordost om huvudstaden Helsingfors. Öns area är 1,5 hektar och dess största längd är 260 meter i sydöst-nordvästlig riktning.